# Anneka Di Lorenzo
Anneka Di Lorenzo, más tarde conocida como Anneka Vasta (Saint Paul, Minesota; 6 de septiembre de 1952 - Camp Pendleton South, California; 4 de enero de 2011), fue una estrella del cine de explotación y modelo erótica estadounidense.

## Carrera
Cuando sus padres se divorciaron en 1965, Marjorie se escapó a Los Ángeles, donde trabajó como recepcionista, camarera y bartender y bailarina en topless. Durante este tiempo tomó varios alias y fue bajo el nombre de Priscilla Shutters, cuando todavía era una adolescente, que fue sentenciada por cargos como robo de vehículo, posesión de armas y de gas lacrimógeno y por pagar con cheques falsos.
A los 17 años, en la edición de abril de 1970, apareció desnuda en la revista Pix bajo el nombre de Connie Stodtman. Durante 1972 ganó varios concursos de belleza bajo los nombres de Susan, y luego Anneka, Steinberg. En 1973 comenzó a modelar para Penthouse bajo el nombre de Anneka Di Lorenzo. Llegó a ser elegida Penthouse Pet del mes de septiembre, volviendo a ser elegida como la Penthouse Pet of the Year del año 1975. Su entonces editor y creador Bob Guccione la seleccionó para interpretar el papel de Messalina en la película Calígula, que codirigiría en 1979. Para Di Lorenzo, Messalina no le era desconocido, pues había representado el mismo papel dos años atrás, en la producción de Messalina, Messalina!.
Otras películas en las que apareció como actriz fueron en las películas del cine de explotación como en las cintas de 1974 The Centerfold Girls, Mama's Dirty Girls y Act of Vengeance; después tuvo un pequeño papel como enfermera en la obra de Brian De Palma Vestida para matar (1980). En 1981 se peleó con el editor Guccione y finalmente presentó un ademanda por acoso sexual en su contra, alegando que él la obligó a tener relaciones sexuales con sus socios comerciales. Aunque finalmente recibió 4 millones de dólares, los perdió nuevamente en la apelación.
Tras el final de su carrera glamorosa, Di Lorenzo vivió fuera del centro de atención. Tuvo varios trabajos y luego se formó como instructora de yoga. En 2000 abrió una sucursal de corta duración de The Forever Young Experience Inc. bajo el nombre de Anneka Thoreson, junto con Philip Vasta. Más tarde se casó con Vasta, pero su matrimonio y sus futuros negocios fracasaron y en 2010 estaba viviendo con una de sus hermanas. En enero de 2011 fue descubierta ahogada en el mar frente a Camp Pendleton South (California) en circunstancias que indicaban suicidio o asesinato.